# NGC 2438
NGC 2438, är en planetarisk nebulosa belägen i stjärnbilden Akterskeppet. Parallaxmätningar av Gaia anger ett avstånd till centralstjärnan av ungefär 1 370 ljusår. Den upptäcktes av William Herschel den 19 mars 1786.
NGC 2438 verkar ligga inom stjärnhopen M46, men den är troligtvis orelaterad till denna eftersom den inte delar hopens radiella hastighet. Fallet är ännu ett exempel på ett superponerat par, tillsammans med i det välkända fallet med NGC 2818.

## Egenskaper
NGC 2438 är en planetariska nebulosa med flera skal med en ljus inre nebulosa med en diameter på 60 bågsekunder, bestående av två något fristående skal. Den expanderar med en hastighet av 37 km/s. Strukturerna är omgivna av en svagare, i huvudsak cirkulär halo som är mer synlig på den västra halvan, och har en diameter av 130 bågsekunder. Massan av huvudnebulosan beräknas till 0,45 solmassa, medan skalet har 0,5 - 0,8 solmassa. Huvudnebulosan har en temperatur av omkring 10 000 – 13 000 K som stiger till 15 000 -17 000 K i den inre delen.

## Centralstjärnan
Centralstjärnan i nebulosan är en vit dvärg av magnitud 17,7. Den har en yttemperatur av ca 75 000 K och är en av de hetaste kända stjärnorna. 

## Galleri

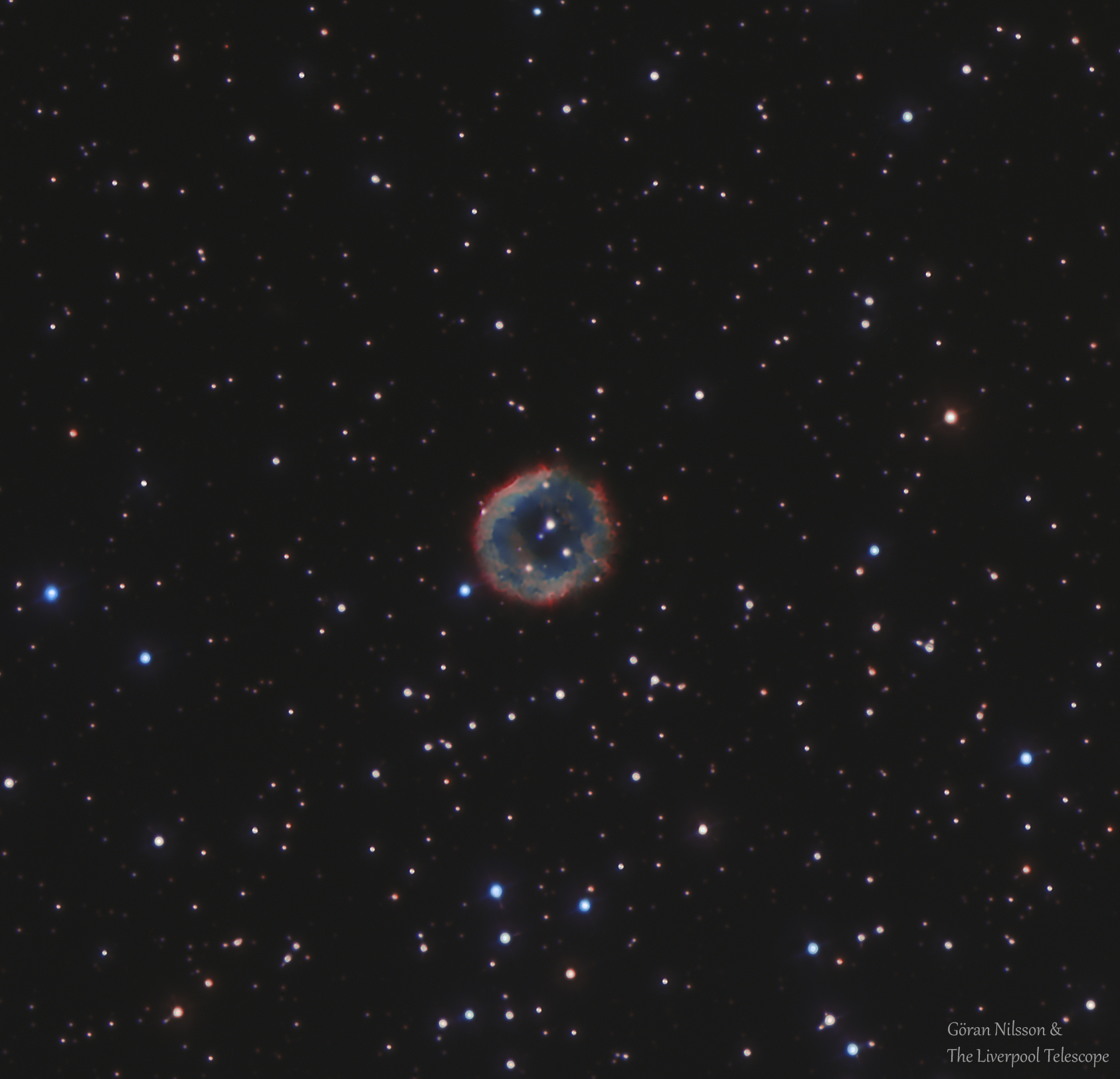
HaRGB-bild av den planetariska nebulosan NGC 2348, från Liverpool Telescope